# Джигурово
Джигу̀рово е село в Югозападна България в община Сандански, област Благоевград.

## География
Село Джигурово е на 5 километра югоизточно от град Сандански в полите на Пирин, на левия бряг на Бождовска река. Самото село и околността му са типичен лозарски район, произвеждащ качествени вина. От селото се открива красива гледка към Мелнишките пясъчни пирамиди и Струмската долина с вулканичното възвишение Кожух. Климатът е преходносредиземноморски с летен минимум и зимен максимум на валежите, което обуславя сухо и горещо лято и мека и влажна зима, поради което в региона успешно виреят някои представители на средиземноморската флора като: смокини, нар, киви, маслинови дръвчета, дафинов лист и др.
Землището на селото има площ 13,365 km². То граничи със землищата на Белевехчево и Дебрене на северозапад, на Малки Цалим, Бождово и Любовка на североизток, на Ладарево и Ласкарево на югоизток и на Склаве и Лешница на югозапад.

## История
Една от легендите за името на селото гласи че във времената на османското владичество, в селото е живял османски богаташ на име Джигур-бей, който е имал земя с доста развито стопанство поради което селото е било по-заможно от съседните села. Според друго предание селото е наречено на основателя му Хаджи Гюро.
Под имената Зигурова и Жигурова селото се споменава в османски данъчни дефтери от 1611 – 1617 година. През XIX век селото е със смесено население, числящо се към Мелнишката кааза на Серски санджак. В „Етнография на вилаетите Адрианопол, Монастир и Салоника“, издадена в Константинопол в 1878 година и отразяваща статистиката на населението от 1873 година, Джигурово (Djigourovo) е посочено като село със 122 домакинства с 300 жители мюсюлмани и 60 жители българи.
В 1891 година Георги Стрезов пише за селото:
| „ | Джигурово, до левия бряг от един приток на Бистрица. От Мелник до Джигурово има 2 1/4 часа. Сградено е над едно ридище над реката. Този рид е успореден с двата, над които са сградени Поленица и Беливещево. Поминуват със земледелие и лозарство; сеят тютюн. 90 къщи, между които 36 българе. | “ |

Към 1900 година според известната статистика на Васил Кънчов („Македония. Етнография и статистика“) в Джигурево живеят 565 души, от които 145 българи-християни, 300 турци и 120 власи.
В началото на XX век християнското население на село е под върховенството на Българската екзархия. По данни на секретаря на екзархията Димитър Мишев („La Macédoine et sa Population Chrétienne“) през 1905 година в Джигурово (Djigourovo) има 176 българи екзархисти.
При избухването на Балканската война в 1912 година 7 души от Джигурово са доброволци в Македоно-одринското опълчение.

## Население
По данни на ГРАО населението на селото е 701 души (15 март 2024). Преброяването от 2011 година регистрира 715 жители. Сред 339-те от тях, отговорили на въпроса за етническата си принадлежност, 87% се определят като българи, а 12% като турци.

## Културни и природни забележителности
В центъра на селото има площад с вековен чинар с уникална форма на стеблото.
Тази му форма образува огромна кухина, за която местните жители казват, че някога в нея е била приспособена пещ за печене на хляб. Може би е на няколкостотин години, но това не е установено от никого. От мястото, където се намира селото, се открива изключително живописна гледка в няколко посоки. Край селото минава малка рекичка, слизаща от Пирин планина, приток на река Струма. Освен това околността се слави с изключително красива природа. В околността на селото има и няколко микро язовира, които са били част от голяма напоителна система в близкото минало.